# 北新仓
北新仓，位于北京市东城区北新仓胡同甲16号，是明朝、清朝的粮仓，为北京市文物保护单位。

## 历史
元朝时，今东直门内以南部分曾是湖泊。明朝永乐年间，利用湖泊将漕运粮食直接运抵湖泊附近的粮仓。其后，在海运仓以北兴建了北新仓。由此形成了并列两路院落的两座粮仓，其中海运仓向南开门，北新仓向北开门。清朝沿袭明朝旧制，清初时有仓廒49座，康熙三十二年（1693年）增加到85廒。1900年庚子事变，八国联军进入北京后强占粮仓，北新仓从此不再作为粮仓使用。海运仓则陆续被拆除。中华民国时期，北新仓被改为陆军被服厂（仓库）。如今，北新仓仅存仓廒6座，原为某单位使用。2016年深化国防和军队改革后，为中央军委机关事务管理总局招待局所有并使用。

## 建筑
北新仓原有的龙门、官厅、监督值班所、官役值班所、大堂、科房、更房、警钟楼、太仓殿、激桶库、水井、辕门、仓神庙、土地祠等建筑已无存。现存仓房共9廒，东廒座是三廒联排式，是现存各廒房中联排最长的，南廒座是二廒联排式，其他均为一座一廒。每廒座内为面阔五间（23.6米），明间开门，进深17米。屋顶为悬山顶合瓦皮条脊，分为两种出檐处理：有的是前后出檐椽，不用飞头；有的做法是封护檐，檐下施有菱角檐，山墙上有石制檩垫，以代替山墙处的木制梁架承托檩子，此即“硬山搁檩”做法。两种出檐处理的廒房都在前坡出面阔4.2米、进深2.6米的悬山垂檐廒门。北新仓仓廒屋顶上末间设有气窗。廒房采用五花山墙，墙体采用糙淌白砌法“黑城砖”成造，以求厚重保温，其底部厚1.7米，顶部大约1米，收分很明显。现状墙面开大窗及小窗，大窗有改造的痕迹，参考南新仓、禄米仓的墙身做法可知，北新仓仓廒墙身原先仅开小方窗。仓房内是七架椽屋，共用八根金柱，每缝梁架中采用三架梁，前后双步梁。构架形式和明朝何士晋撰写的《工部厂库须知》卷四中“修仓厂”、“鼎新仓厂”的记载大致相同。